# Luiz, o Visitante
Luiz, o Visitante (anteriormente Mr. Gângster), nome artístico de Luiz Paulo Pereira da Silva (Recife, 22 de julho de 1995), é um cantor, compositor e produtor musical brasileiro. Ficou conhecido no início da carreira pela canção "Recomeço", — um dos lançamentos do rap nacional que mais se destacou em 2012, — e pelo seu álbum Recomeço, que obteve mais de doze mil cópias vendidas no formato digital e por auto-distribuição física, em 2013.
Em 2014 ampliou sua notoriedade nacional com a canção "Bolsonaro, o Messias". Após a canção gerar repercussão e polêmica na Internet como o primeiro rap de direita do Brasil, tornou-se a música mais executada durante os protestos contra o Governo Dilma Rousseff. Em 2018, o artista alcançou o 6° lugar do chart "As 50 Virais - Brasil" do Spotify, com a música "Meu Filho Vai Ser Bolsonarista"; canção que ficou amplamente conhecida durante as manifestações de extrema-direita, e a campanha presidencial de Jair Bolsonaro no ano de 2018.
Luiz também é conhecido por suas posições extremistas, e por declarações consideradas reacionárias. A revista internacional europeia, El Confidencial, destacou Luiz como um dos mais influêntes entre a juventude apoiadora do direitismo no Brasil.
Segundo o jornal The Guardian, o artista também foi criador do subgênero do rap chamado "Destra rap", uma vertente do political hip hop voltado para causas direitistas e conservadoras, tendo sua ascensão entre 2016-2019.

## Início da vida
Luiz Paulo nasceu em Pernambuco, filho de uma  dona-de-casa e de um falecido aposentado. Cresceu na zona norte do Recife, a área mais pobre da cidade. Estudou durante a infância e adolescência em escola pública nas favelas e periferias da cidade, época que alegava ter sofrido bullying por ser branco, em uma escola majoritariamente mestiça e negra. Luiz ainda não completou o curso superior de Psicologia.

## Carreira

### 2009-2013: Início,Mr. Gângster
Iniciou sua carreira musical em 2009, lançando suas primeiras canções pela Internet. Passou a ter seu trabalho reconhecido em 2012, após o lançamento de sua canção "Recomeço", que chegou a ser um dos raps mais ouvidos naquele ano. Aproveitando a visibilidade obtida através de "Recomeço", lançou em 2013 seu primeiro álbum, também intitulado Recomeço. A canção homônima se tornou o primeiro single do álbum, que vendeu mais de 12 mil cópias em download digital e por auto-distribuição física. Em 2013 lançou sua segunda música de trabalho, "Martelo dos Deuses", que se tornou o primeiro single do seu segundo álbum, a mixtape Feito em Marte.

### 2014–atualmente: Subgênero Destra rap,Luiz, o Visitante
O dia 9 de agosto de 2014 marca o lançamento do primeiro rap  de direita no Brasil. Luiz, ainda com o nome artístico de Mr. Gângster, lançou a canção "Bolsonaro, o Messias", sob forte crítica negativa dos demais rappers brasileiros, em razão do seu apoio a Jair Bolsonaro, comparando-o a um novo Messias — sendo que o segundo nome do homenageado também é Messias. A canção foi lançada primeiramente no Facebook, na página de Eduardo Bolsonaro, filho de Jair Bolsonaro, alcançando mais de 5 milhões de visualizações em pouco mais de um mês. Após o sucesso na Internet, "Bolsonaro, o Messias" tornou-se a canção mais executada durante as manifestações pró-impeachment de Dilma Rousseff, o que a tornou conhecida em âmbito nacional.
Idealizador do "Destra rap", um subgênero do rap, que aborda temas conservadores e adota posições consideradas "reacionárias", Luiz  tem tido  grandes desavenças com outros rappers brasileiros, sendo acusado por eles de apropriação cultural. Acauam Oliveira, doutor em Literatura Brasileira, pela USP e estudioso da canção popular brasileira, considera a "destra rap" como "uma espécie de anomalia que surge no campo político e que passa para o campo da música, fruto da polarização ideológica que estamos acompanhando hoje". Segundo Oliveira, trata-se de "uma estratégia mais ou menos bem-sucedida da direita de parodiar estratégias e fenômenos da esquerda". O destra rap, e o surgimento de rappers auto-declarados de direita e anti-revolucionários, tem sido alvo de críticas por boa parte do grupo midiático brasileiro. O Jornal Opção se posicionou a respeito, afirmando que este fenômeno a ser revisto, é mais do que "um rapper branco, autodeclarado reacionário" [Luiz, o Visitante], mas que o "ascenso conservador, aliado a outros problemas político-culturais – apropriação cultural, racismo, falta de perspectiva emancipatória para os cidadãos da periferia –, teriam pavimentado a deglutição do rap pela direita, (...) e sua subtração do campo da esquerda."
No dia 25 de setembro de 2015 hackers invadiram por três vezes o site oficial da Câmara de Vereadores de Concórdia, para  publicar um grande texto enaltecendo o deputado federal Jair Bolsonaro e deixando no topo da página a letra da canção "Bolsonaro, o Messias". Não se sabe se o ato foi comandado pelo cantor.

Em 2016 o rapper mudou seu nome artístico para  "Luiz, o Visitante", e lançou outra das suas canções polêmicas  "Se Essa Rua Fosse Minha", baseada na tradicional cantiga de roda homônima. "Se Essa Rua Fosse Minha" homenageia o coronel Carlos Alberto Brilhante Ustra (1932 – 2015), comandante do Destacamento de Operações Internas (DOI-Codi) de São Paulo, de 1970 a 1974, e o primeiro militar a ser reconhecido, pela Justiça brasileira, como responsável pela prática de tortura a prisioneiros políticos, durante o regime  militar (1964–1985). Devido as ações da ala intelectual progressista em apresentar uma denúncia ao ministério público, pedindo a proibição da canção "Se Essa Rua Fosse Minha", por exaltar Ustra; o rapper instiga ainda mais a revolta dos internautas que tiveram parentes presos ou torturados na Ditadura, com a canção lançada em seguida "Ustra Vive (Um Rap Reaça)". Diferentemente da primeira canção que subliminarmente cita o Coronel Ustra, esta o cita de forma explicita, "as crianças são Ustra, as mulheres são Ustra, somos todos Ustra". Após o lançamento de "Ustra Vive (Um Rap Reaça)", o rapper também provocou a fúria de muitos rappers brasileiros ao exclamar "Viva ao regime militar!", em sua canção, mas logo se justificou afirmando: 
| “ | Falei de um jeito que foi pra chocar, mas não defendo a volta do regime militar. Defendo que foi necessário naquele momento, contra a tentativa de golpe comunista | ” |

 No mesmo ano, Visitante lançou o single "O Velho Olavo Tem Razão!", canção que compara Olavo de Carvalho a Noé e nega a dívida histórica da escravidão no Brasil, afirmando que pessoas afrodescendentes são a maioria da população carcerária por escolha. A canção também afirma que feministas cometem crime de atentado violento ao pudor, por protestos com seios de fora, e intitula o combate aos progressistas de "luta de paz".
Numa entrevista concedida ao jornal Folha de S.Paulo em 2017, Luiz conta que chegou a ser agredido fisicamente, na rua, por pessoas insatisfeitas com o conteúdo de suas canções. Ainda no mesmo ano, o rapper lança "Super-heróis", e "Super-heróis (Remix)" com PapaMike. As canções são homenagens a polícia militar brasileira, que nega os abusos policiais, o racismo, e os tratam como heróis. Um discurso inédito na cultura do rap, que gerou bastante revolta dos amantes da cultura hip hop. Um dos principais motivos foi o trecho de sua letra, peço desculpa a PM, pelo rap nacional. Muitos artistas não gostaram do rapper agir como porta-voz do rap, e alguns chegaram lhe atacar com canções diss, como no caso a canção "Carta ao Visitante" de Rica Silveira.
Em 2018, numa demonstração de apoio à candidatura de Jair Bolsonaro, o rapper lança "Meu Filho Vai Ser Bolsonarista", que entrou na tabela das 50 músicas virais do Spotify, na 6° colocação, e tornou-se uma das canções mais executadas durante as manifestações de direita e campanha presidencial que ocorreram naquele ano.
Em um livro lançado em 2021, Guerra cultural e retórica do ódio: Crônicas de um Brasil pós-político, o autor João Cezar de Castro Rocha cita as canções do rapper, "Meu Filho Vai Ser Bolsonarista", "O Velho Olavo Tem Razão", e "Se Essa Rua Fosse Minha", como uma forma resumida do discurso de ódio olavista, e que trazem discursos violentos de "eliminação do inimigo" do livro Orvil, — o livro secreto feito pelos militares da Ditadura de 1964. E também criticou o rapper, que segundo o autor, não possui propriedades para exaltar o regime militar de 1964, pois não viveu a época. O autor também se mostrou indignado com a canção "Se Essa Rua Fosse Minha", tratando o estilo destra rap como uma apropriação cultural propondo um "rap híbrido", também o comparando a rap gospel com fundamentalismo religioso. Castro Rocha, em seu livro, também aponta "audácia" do rapper em reformular uma inocente cantiga de roda. O autor classificou Luiz, o Visitante como um extremista, por ter propagado a ideia de, Carlos Alberto Brilhante Ustra, um torturador, ser um herói.

## Discografia

### Mixtapes
- Recomeço (2013)
- Feito em Marte (2015)
- O Lado Direito (2016)
- Ouro (2017)

### Álbuns de estúdio
- 22-07-1995 (2019)

### Coletâneas
- Valiant (2021)

## Singles
| Título                                                                                  | Melhores posições | Ano  |
| Título                                                                                  | BRA               | Ano  |
| --------------------------------------------------------------------------------------- | ----------------- | ---- |
| "Recomeço"                                                                              | —                 | 2012 |
| "Martelo dos Deuses"                                                                    | —                 | 2013 |
| "Bolsonaro, o Messias"                                                                  | 10                | 2014 |
| "Bolsonaro, o Messias 2"                                                                | —                 | 2015 |
| "Se essa rua fosse minha"                                                               | —                 | 2016 |
| "Super-heróis"                                                                          | —                 | 2016 |
| "Super-heróis (Remix)" (ft. PapaMike)                                                   | —                 | 2017 |
| "Meu filho vai ser bolsonarista"                                                        | 6                 | 2018 |
| "Bolsonaro, o Messias 3"                                                                | 17                | 2018 |
| "—" denota singles que não entraram nas paradas musicais ou não foram lançados no país. |                   |      |

## Ligações Externas
- «Luiz, o Visitante» no Dicionário Cravo Albin da Música Popular Brasileira
- «Luiz, o Visitante» (em inglês) no Allmusic
- «Luiz, o Visitante» (em inglês) no Discogs
- «Luiz, o Visitante» (em inglês) no MusicBrainz